# Kismálnás
Kismálnás (egykor Mladetincz, szlovénül: Mlajtinci, régi vend nevei Mladetinci, Mladinci, Mledetinci) falu Szlovéniában, Muravidéken, Pomurska régióban. Közigazgatásilag Alsómaráchoz tartozik. Nevének ez a magyar formája a 19. század végi magyarosítás terméke, elavult, a helyi magyarok sem ismerik ezen a néven.

## Fekvése
Muraszombattól 5 km-re keletre, a Ravensko síkvidéki tájon fekvő aránylag kicsi egyutcás település, a házak közvetlenül egymás mellett állnak. Szomszédai: Újtölgyes, Lukácsfa, Mezővár, Alsómarác, Mártonhely és Zalaivánd. Lukácsfa annyira a közvetlen közelében fekszik, hogy szinte beleolvad Kismálnásba. Újtölgyes is csak néhány száz méterre fekszik tőle. A települést szántók és rétek veszik körül északról, délről pedig erdők, ahol igen sok akácfa terem. Ezekben az erdőkben bőven van különböző apróvad, fácánok, nyulak és őzek. A falu határának alsó rétegeiben valószínűleg termálvíz van. Ezt a közeli Alsómarác termálfürdője hasznosítja.

## Története
A település első írásos említése 1365-ban "Poss. Sulyukfolua" néven történt. Ekkor ugyanis Széchy Péter fia Miklós dalmát-horvát bán és testvére Domonkos erdélyi püspök kapták királyi adományul illetve cserében a Borsod vármegyei Éleskőért, Miskolcért és tartozékaikért Felsőlendvát és tartozékait, mint a magban szakadt Omodéfi János birtokát. A település a későbbi századokon át is birtokában maradt a családnak. Az 1366-os beiktatás alkalmával részletesebben kerületenként is felsorolják az ide tartozó birtokokat, melyek között a falu "Poss. Sulukfalva, in dystrictu Sancti Martini" alakban szerepel. A Sancti Martini egyértelműen Mártonhelyre utal, ahol már ekkoriban állt templom.
Több mint egy évszázaddal később 1499-ben tűnik fel a "Mladethyncz" név, s ettől kezdve a falu 19. században történt magyarosításáig ez is volt a neve. A "Mladetinc, Mladetinci, Mlajtinci" szóból nyelvészetileg kimutatható, hogy a más szláv nyelvekben is használt mladi, azaz fiatal névvel van összefüggésben, illetve létezik egy ilyen gyökerű szláv keresztnév is, a Mladen van, tehát köze sincs a málna szóhoz. Az első névmagyarosításkor egyszerűen Málnás volt a falu neve, utána kapta a végleges Kismálnás alakot.
A reformáció idején a falu evangélikussá vált, s temploma továbbra is Martyánczon (Mártonhelyen) volt. Ebben az időben az oszmán-törökök ezt a falut is elérték a drávamenti hódoltságból és hódolásra kényszerítették 1628-ban. A mladetincziak Oda Juszuf pasának fizettek adót. A 18. században megtörtént a rekatolizáció, de a falunak továbbra is maradt evangélikus kisebbsége. 1685-ben a Széchyek fiági kihalásával a Batthyányak és a Szapáryak birtoka lett.
Vályi András szerint "MLADETINCZ. Tót falu Vas Várm. földes Urai G. Szapáry, és G. Batthányi Uraságok, lakosai katolikusok, fekszik Martányhoz nem meszsze, és annak filiája, határján síkos földgye termékeny, réttye jó, legelője, és fája elég, szőleji is vannak."
Fényes Elek szerint "Mladetincz, vindus falu, Vas vmegyében, a muraszombati uradalomban: 88 kath., 58 evang. lak."
Vas vármegye monográfiája szerint "Málnás. Házszám 41, lélekszám 222. Lakosai r. kath. és ág. ev. vallásúak és túlnyomóan vendek. Postája és távírója Mura-Szombat."
Az 1848–49-es forradalom és szabadságharc három honvéd származott Kismálnásról: Kokas János, Czvetkó István és Marits József, utóbbi Szodisincen (Bírószék) lépett be a honvédseregbe.
A 19. században az alsómaráci uradalom része volt 194 holdnyi területű majorságával. A faluban 1945-ig működött vizimalom is, amit a közeli Ledava-patak vize hajtott. A malmot 1945-ben bezárták. Kismálnáson a 20. században iskola is működött, ahová a lukácsfai gyerekek is jártak. Ezt 1941-ben az újmagyarosítás megszüntette.
1910-ben 228, túlnyomórészt szlovén lakosa volt. A trianoni békeszerződésig Vas vármegye Muraszombati járásához tartozott. 1918 végén Muraszombatot horvát és szerb irreguláris erők foglalták el, megszállták még Kismálnást is. A megszállás persze nem sokáig tartott, néhány héten belül a szervezettebb magyar erők elűzték a megszállókat. 1919-ben átmenetileg a de facto Mura Köztársaság része lett. Még ebben az évben a Szerb–Horvát–Szlovén Királysághoz csatolták, ami 1929-től Jugoszlávia nevet vette fel. 1941-ben átmeneti időre ismét Magyarországhoz tartozott, 1945 után visszakerült jugoszláv fennhatóság alá. 1991 óta a független Szlovénia része.
Jelenleg 188, kizárólag szlovén nemzetiségű és vend nyelvet beszélő lakosa van. Egyházilag Mártonhely katolikus templomának része, míg evangélikus vallású lakói Muraszombatba járnak istentiszteletre.
A faluban igencsak gyakori név ma is a Cipot család, utána pedig a Borovnjak-ok. Ezeket a régi anyakönyvek tanúsága szerint Czipoth, Cipoth, Cipot, Czipott, ill. Borovnyák, Borovenyák alakokban lehet fellelni.
A településen 1962 óta kultúrház is működik, melyet a lukácsfaiak is használnak.

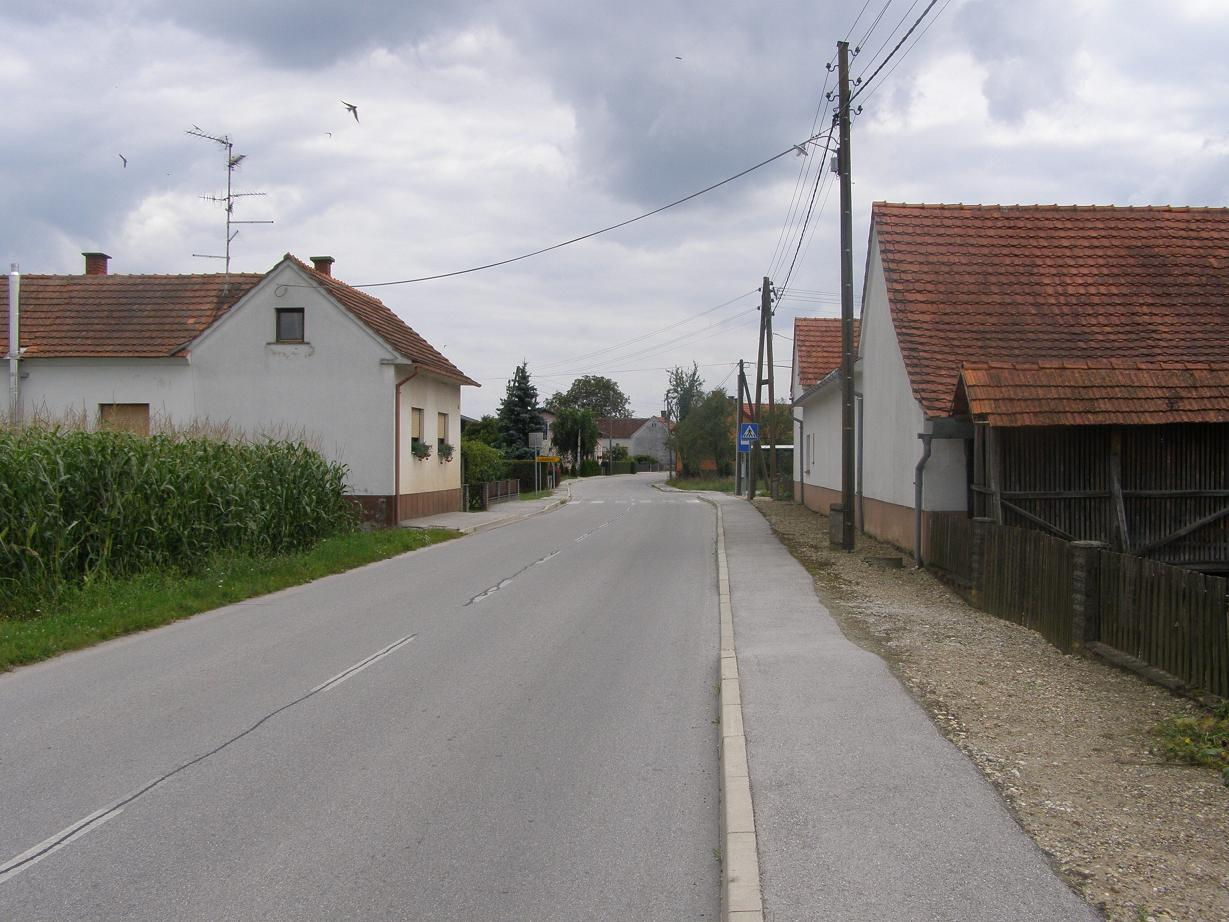
Kismálnási utcarészlet

## Nevezetességei
- A kultúrház előtt felállított régi lovas tűzoltókocsi.